# Charlie Brooker
Charlton „Charlie” Brooker (n. 3 martie 1971, Reading, Anglia, Regatul Unit) este un scenarist, prezentator de televiziune și producător englez. El este creatorul și co-showrunnerul serialului de antologie dramatică SF Oglinda neagră. Este autorul unor scenarii pentru seriale de comedie precum Brass Eye, The 11 O'Clock Show și Nathan Barley.
Brooker și-a început cariera ca desenator; el a produs reclame pentru retailerul de jocuri video second-hand CeX înainte de a deveni jurnalist pentru PC Zone. El a prezentat o serie de emisiuni de televiziune, în mare parte critici satirice la adresa societății moderne și a presei, cum ar fi Screenwipe, Gameswipe, Newswipe, Weekly Wipe și 10 O'Clock Live. De asemenea, a scris serialul dramatic de groază din 2008, Dead Set. A scris piese de critică socială pentru The Guardian și este unul dintre cei patru directori de creație ai companiei de producție Zeppotron.